# Clarence Derwent Awards
Die Clarence Derwent Awards sind ein Theaterpreis. Sie werden jährlich in den USA am Broadway von der Actors’ Equity Association (AEA) und in Großbritannien von der Interpretenvereinigung Equity im West End vergeben.
Clarence Derwent wurde in London geboren. Er war ein Theaterdirektor und -unternehmer. Von 1946 bis 1952 war er Präsident der America's Actors' Equity.
In seinem Testament schrieb er zwei Preise für aussichtsvolle Schauspieler aus, um Einzelleistungen zu fördern. Das Entgelt betrug anfangs on Broadway 500 Dollar für den besten männlichen und weiblichen Schauspieler und 100 Pfund im West End Theater. Er wollte sehen wie diese Preise vergeben werden, so wurde der erste US-Preis 1945 und der erste UK-Preis 1948 vergeben. Derwent verstarb im Jahre 1959.
Der Preis umfasst in den 2000er Jahren für die USA 2000 Dollar und einen gravierten Kristallpokal.

## US-Gewinner

### Erfolgversprechendster Darsteller on-Broadway
- 1945: Frederick O’Neal als Frank in Anna Lucasta
- 1946: Paul Douglas als Herry Brock in Born Yesterday
- 1947: Tom Ewell als Fred Taylor in John Loves Mary
- 1948: Lou Gilbert als Charlie in Hope Is a Thing with Feathers
- 1949: Ray Walston als Reisenverkäufer in Summer and Smoke
- 1950: Douglas Watson als Jungliberaler in Wisteria Trees
- 1951: Frederic Warriner als Soames in Getting Married und

Logan Ramsey als Willie Pentridge in High Ground
- 1952: Iggie Wolfington als Chef in Mrs. McThing
- 1953: David J. Stewart als Baron in Camino Real
- 1954: David Lewis als Joe Wicks in King of Hearts
- 1955: Fritz Weaver als Flaminero in The White Devil
- 1956: Gerald Hiken als Telegen in Uncle Vanya
- 1957: Ellis Rabb als Alceste in The Misanthrope
- 1958: George C. Scott als Richard III. in Richard III
- 1959: David Hurst als Polizeiinspektor in Look After Lulu
- 1960: William Daniels als Peter in Zoo Story
- 1961: Eric Christmas als Rektor Olive in Little Moon of Alba
- 1962: Gene Wilder als Hoteldiener in Complaisant Lover
- 1963: Gene Hackman als Fußballspieler in Children from their Games
- 1964: Richard McMurray als Magazinherausgeber in A Case of Libel
- 1965: Jame Sanchez als Jesus in Conerico Was Here to Stay
- 1966: Christopher Walken als König Philipp von Frankreich The Lion in Winter und

Tom Ahearne als Major in Hogan's Goat (special citation)
- 1967: Austin Pendleton als Irwin Ingham in Hail Scrawdyke und

Philip Bosco als Vertreter in The Alchemist
- 1968: David Birney als Besorgter Jugendlicher in Summertree
- 1969: Ron O’Neal als Gabe in No Place to be Somebody
- 1970: Jeremiah Sullivan als Totengräber in A Scent of Flowers
- 1971: James Woods als Lenny in Saved
- 1972: Richard Backus als Wesley in Promenade All
- 1973: Christopher Murney als Sylvester in Tricks
- 1974: Thom Christopher als Kellner in Noel Coward in 2 Keys
- 1975: Walter Reyno als Lou in The First Breeze of Summer
- 1976: Peter Evans als Richie in Streamers
- 1977: Barry Preston als The Eccentric Dance in Bubbling Brown Sugar
- 1978: Morgan Freeman als Zeke in The Mighty Gents
- 1979: Richard Cox als Dan Danger in Platinum
- 1980: Eric Peterson als Billy Bishop in Billy Bishop Goes to War
- 1981: Bob Gunton als 21 Darsteller in How I Got That Story
- 1982: Larry Riley als Soldat J. Memphis in A Soldier's Play
- 1983: John Malkovich als Lee in True West
- 1984: Peter Gallagher als Billy in The Real Thing
- 1985: Bill Sadler als Sgt. Merwin J. Toomey in Biloxi Blues
- 1986: John Mahoney als Artie Shaughnessy in The House of Blue Leaves
- 1987: Courtney B. Vance als Cory Maxson in Fences
- 1988: B.D. Wong als Song Lilong in M. Butterfly
- 1989: John Pankow als Eamon in Aristocrats
- 1990: Michael Jeter als Otto Kringelein in Grand Hotel
- 1991: Danny Gerard als Arty in Lost in Yonkers und

James McDaniel als Paul Portier in Six Degrees of Separation
- 1992: Patrick Fitzgerald als Sean O’Casey in Grandchild of Kings
- 1993: Joe Mantello als Louis Ironson in Angels in America
- 1994: Robert Stantonin verschiedenen Rollen von All in the Timing
- 1995: Billy Crudup als Tutor in Arcadia
- 1996: Ruben Santiago Hudson als as Canewell in Seven Guitars
- 1997: Alan Tudyk als as Alan in verschiedenen Rollen in Bunny, Bunny
- 1998: Sam Trammell als Sohn in Ah, Wilderness!
- 1999: Robert Sella als Clifford in Side Man
- 2000: Derek Smith als König in Green Bird and als Bastard in King John
- 2001: David Burtka als Boy in The Play About the Baby
- 2002: Sam Robards als Gustav Eberson in The Man Who Had All the Luck
- 2003: Denis O’Hare als Mason Marzac in Take Me Out
- 2004: John Tartaglia Princeton and Rod in Avenue Q
- 2005: Christian Borle als Historiker, Fred, französischer Wächter und als Prince Herbert in Monty Python’s Spamalot
- 2006: Jason Ritter als Woodson Bull III in Third
- 2007: Lin-Manuel Miranda als Usnavi in In the Heights
- 2008: Michael Esper als Springer in Crazy Mary
- 2009: Aaron Tveit als Gabriel Goodman in Next to Normal
- 2010: Bill Heck in verschiedenen Rollen in The Orphans’ Home Cycle
- 2011: Santino Fontana als Algernon in The Importance of Being Earnest
- 2012: Finn Wittrock als Happy Loman in Death of a Salesman
- 2013: Michael Urie als Alex in Buyer & Cellar
- 2014: Steven Boyer als Jason und Tyrone in Hand to God
- 2015: Josh Grisetti als Marty Kaufman in It Shoulda Been You
- 2016: Ben Platt als Evan Hansen in Dear Evan Hansen

### Erfolgversprechendste Schauspielerin On-Broadway
- 1945: Judy Holliday als Alice in Kiss Them for Me
- 1946: Barbara Bel Geddes als Genevra Langdon in Deep Are the Roots
- 1947: Margaret Philips als Birdie Bagtry in Another Part of the Forest
- 1948: Catherine Ayers als Susie in Moon of the Caribbean
- 1949: Leora Dana als Irma in The Madwoman of Chaillot
- 1950: Gloria Lane als Sekretärin in The Consul
- 1951: Phyllis Love als Rose Delle Rose in The Rose Tattoo
- 1952: Anne Meacham als Fähnrich Jane Hilton in The Long Watch
- 1953: Jenny Egan als Mary Warren in Hexenjagd
- 1954: Vilma Murer als Hilda Kranzbeck in The Winner
- 1955: Vivian Nathan als Putzfrau in Anastasia
- 1956: Frances Sternhagen als Shavian Heroine in The Admiral Bashville
- 1957: Joan Croydon als Haushälterin in The Potting Shed
- 1958: Collin Wilcox als Ellen Wells in The Day the Money Stopped
- 1959: Lois Nettleton als Sheila O’Conner in God & Kate Murphy
- 1960: Rochelle Oliver als Lily Berniers in Toys in the Attic
- 1961: Rosemary Murphy als Dorothea Bates in Period of Adjustment
- 1962: Rebecca Drake als Helen Cobb in Who’ll Save the Plowboy
- 1963: Jessica Walter als Sekretärin in Photo Finish
- 1964: Joyse Ebert als Andromache in The Trojan Women
- 1965: Elizabeth Hubbard als Monica in The Physicist
- 1966: Jean Hepple als Serving Girl in Sgt. Musgraves Dance
- 1967: Reva Rose als Lucy in You're a Good Man, Charlie Brown
- 1968: Catherine Burns als Monica in The Prime of Miss Jean Brodie
- 1969: Marlene Warfield als Discarded Mistress in The Great White Hope
- 1970: Pamela Paton-Wright als Tillie in The Effect of Gamma Rays on Man-in-the-Moon Marigolds
- 1971: Katherine Helmond als Banane in The House of Blue Leaves
- 1972: Pamela Bellwood als Jill Tanner in Butterflies Are Free
- 1973: Mari Gorman als Jackie in The Hot l Baltimore
- 1974: Ann Reinking als Maggie in Over Here
- 1975: Mary Beth Hurt als Prue in Love For Love
- 1976: Nancy Snyder als Jean d'Arc in Knock, Knock
- 1977: Rose Gregorio als Agnes in The Shadow Box
- 1978: Margaret Hilton als Eve in Molly[3]
- 1979: Laurie Kennedy als Violet in Man and Superman
- 1980: Dianne Wiest als Elizabeth Barrow in On the Art of Dining
- 1981: Mia Dillon als Babe Botrelle in Crimes of the Heart
- 1982: Joann Camp als Skye Bullene in Geniuses
- 1983: Dana Ivey als Monica Reed in Present Laughter and as Melanie Garth in Quartermaine's Terms
- 1984: Joan Allen als Hellen Stott in And a Nightingale Sang
- 1985: Joanna Gleason als Pam in A Day in the Death of Joe Egg
- 1986: Patti Cohenour als Rosa Bud in The Mystery of Edwin Drood
- 1987: Annette Bening als Holly Dancer in Coastal Disturbances
- 1988: Christine Estabrook als Sheila in The Boys Next Door
- 1989: Mercedes Ruehl als Kate Sullivan in Other People's Money
- 1990: Mary-Louise Parker als Rita in Prelude to a Kiss
- 1991: Jane Adams als Deirdre McDavey in I Hate Hamlet
- 1992: Tonya Pinkins als Anita in Jelly's Last Jam
- 1993: Ann Dowd als Miss Proserpine Garnett in Candida
- 1994: Jeanne Paulen als Joleen Rowen in The Kentucky Cycle
- 1995: Calista Flockhart als Laura in The Glass Menagerie
- 1996: LisaGay Hamilton als Veronica in Valley Song
- 1997: Allison Janney als Liz Essendine in Present Laughter
- 1998: Juliana Soelistyo als Golden Child in Golden Child
- 1999: Kristin Chenoweth als Sally Brown in You're a Good Man, Charlie Brown
- 2000: Sherie Rene Scott als Amneris in Aida
- 2001: Spencer Kayden als Little Sally in Urinetown
- 2002: Anne Hathaway als Lili in Carnival!
- 2003: Kerry Butler als Penny Pingleton in Hairspray
- 2004: Anika Noni Rose als Emmie Thibodeaux in Caroline, or Change
- 2005: Ari Graynor als Alison in Brooklyn Boy
- 2006: Felicia P. Fields als Sofia in The Color Purple
- 2007: Leslie Kritzer als Serena in Legally Blonde: The Musical
- 2008: Zoe Kazan als Marie in Come Back, Little Sheba, Stella in Things We Want und als Abby in 100 Saints You Should Know
- 2009: Quincy Tyler Bernstine als Salima in Ruined
- 2010: Nina Arianda als Vanda in Venus in Fur
- 2011: Tracee Chimo als Regan in Bachelorette
- 2012: Susan Pourfar als Sylvia in Tribes
- 2013: Annaleigh Ashford in Kinky Boots
- 2014: Whitney Bashor als Marian and Chiara in The Bridges of Madison County
- 2015: Phillipa Soo als Eliza Hamilton in Hamilton
- 2016: Alana Arenas als Cookie in Head of Passes

## UK-Gewinner

### Erfolgversprechendster Schauspieler in West End
- 1948: Colin Gordon als Rupert Billings in The Happiest Days of your Lives
- 1949: Robin Bailey als Falkland in The Rivals
- 1950: Denholm Elliott als Edgar in Venus Observed
- 1951: Hugh Griffith als The Father in Point of Departure
- 1952: Paul Rogers als Williams Villon in The Other Heart
- 1953: Ernest Clark als Dr. Skillingworth in Escapade
- 1954: Richard Wordsworth als Antonio in Venice Preserved
- 1955: Noel Willman als Vernehmer in The Prisoner
- 1956: Timothy Bateson als Lucky in Waiting for Godot
- 1957: Derek Godfrey als Iachimo in Cymbeline
- 1958: Paul Daneman als Henry VI. in Henry VI
- 1959: Alan Bates als Edmund Tyrone in Long Day’s Journey into Night
- 1960: Alec McCowen als Touchstone in As you like it
- 1961: Peter Woodthorpe als Aston in The caretaker
- 1962: John Moffatt als Kardinal Cajetan in Luther
- 1963: Frank Finlay als Corporal Hill in Chips with Everything
- 1964: Charles Gray als Maxim in Poor Bitos
- 1965: Ian McKellen als Godfrey in A Scent of Flowers
- 1966: Edward Hardwicke als Camille Chandebico in A Flea in Her Ear
- 1967: Paul Eddington als Capt. M. Doleful in Jorrocks
- 1968: Timothy West als Otto in The Italian Girl
- 1969: Gordon Jackson als Horatio in Hamlet
- 1970: Robert Eddison als Lightborn in Edward II
- 1971: Michael Bates als Charles Bisley in Forget-me-not Lane
- 1972: Richard O’Callaghan als Joey in Butley
- 1973: Alan McNaughtan als Philinte in Misanthrope
- 1974: John Tordoff als The Man in Misalliance
- 1975: Mike Gwilym als Tod in King John
- 1976: Peter Blythe als Peter Frame in The Chairman
- 1977: Nigel Hawthorne als The Major in Privates on Parade
- 1978: Jeremy Irons als Unbekannter in Rear Column
- 1979: Michael Bryant als Sir Paul Plyant in Double Dealer
- 1980: Richard Griffiths als Lariosik in White Guard
- 1981: David Threlfall als Smike in Nicholas Nickleby
- 1982: Harold Innocent als Cayley Drummle in The Second Mrs. Tanquerary
- 1983: Michael Aldridge als Selsdon Mowbray in Noises Off
- 1984: Bill Fraser als Pischik in The Cherry Orchard
- 1985: David Rydall als Sicinius Velutus in Corialanus
- 1986: Charles Kay als Lord Charles Canteloupe in Waste
- 1987: Frank Grimes als Ned in Holiday
- 1988: Clive Francis als The Detective in A Small Family Business
- 1989: Niall Buggy als Casimir in Aristocrats.
- 1990: Desmond Barritt als Trinculo in The Tempest
- 1991: Terence Rigby als Dr. Relling in The Wild Duck
- 1992: Lennie James als Mikey Jones in The Coup
- 1993: David Bradley als Shallow in Henry IV Part II und Polonius in Hamlet
- 1994: Nicholas Le Prevost als Pontagnac in An Absolute Turkey
- 1995: Philip Locke als Lyndkvist in Easter - RSC
- 1996: Tony Haygarth als Simms (The Bookmaker) in Simpatico
- 1997: Stephen Boxer als Barnabas Goche in The Herbal Bed
- 1998: Alan Dobie als The Fool in King Lear
- 1999: David Yelland als Buckingham in Richard III
- 2000: Roger Allam als Ulysses in Troilus & Cressida
- 2001: Malcolm Sinclair als Gavin Ryng-Mayne in House & Garden
- 2002: Ian McDiarmid als Teddy in Faith Healer
- 2003: Bette Bourne als Pauncefont in The Vortex
- 2004: Simon Trinder als Biondello in The Taming of The Shrew
- 2005: Adrian Scarborough als Ivan Ivanovitch in The Mandate
- 2006: John Wood als Swallow in Henry IV Part II
- 2007: Geoffrey Hutchings als Herr Schultz Cabaret
- 2008: Philip Davis als Vassilly in Philistines
- 2009: Clifford Rose als The Judge in The Chalk Garden
- 2010: Stanley Townsend als Theseus in Phèdre
- 2011: William Gaunt als Worcester und Shallow in Henry IV Part I und in Henry IV Part II
- 2012: Danny Webb als Harry Kahn in Chicken Soup with Barley
- 2013: Paul Chahidi als Maria in Twelfth Night

### Erfolgversprechendste Schauspielerin in West End
- 1948: Jessica Spencer als Barbara Martin in Royal Circle
- 1949: Gwen Cherrell als Cherry in The Beau Stratagem
- 1950: Daphne Arthur als Margaret in The Holly & The Ivy
- 1951: Frances Rowe als Alex Cornwall in Who Goes There
- 1952: Valerie Hanson als Marionette in Nightmare Abbey
- 1953: Brenda de Banzie als Freda Jefferies in Murder Mistaken
- 1954: Patricia Jessel als Rexano in Witness for the Prosecution
- 1955: Beryl Measor als The Housekeeper in Separate Tables
- 1956: Margaret Vines als Gibbs in Morning at Seven
- 1957: Megs Jenkins als Beatrice in A View from the Bridge
- 1958: Lally Bowers als Madame Montrachet in Dinner with the family
- 1959: Avice Landone als Mrs. Sylvia Bennett in Not in the book
- 1960: Pauline Jameson als Mrs. Prest in The Aspern Papers
- 1961: Rachel Roberts als Anna Petrovna in Platanov
- 1962: Judi Dench als Anya in The Cherry Orchard
- 1963: Jessie Evans als Miriam Morton in The Keep
- 1964: Eileen Atkins als Juliet, the Maid in Exit the King
- 1965: Jeanne Hepple als Mary Warren in The Crucible
- 1966: Gemma Jones als Adele in The Cavern
- 1967: Vickery Turner als Sandy in Prime of Miss Jean Brodie
- 1968: Anne Dyson als Mrs. Gascoyne in The Daughter-in-law
- 1969: Elizabeth Spriggs als Claire in A Delicate Balance
- 1970: Denise Coffrey als Aurora Botterill in The Bandwagon
- 1971: Rosemary McHale als Joanne in Slag
- 1972: Heather Canning als Christine in Miss Julie
- 1973: Bridet Turner als Anna in Time & Time Again
- 1974: Anna Carteret als Virginia in Saturday, Sunday, Monday
- 1975: Dorothy Reynolds als Comtesse de la Briere in What every woman knows
- 1976: Lynn Farleigh als Charlotte in A room with a view
- 1977: Sheila Gish als four parts in Confusions
- 1978: Suzanne Bertish als Octavia in Prospect Theatre Prod. of All for Love
- 1979: Maxine Audley als Olive in Here comes trouble
- 1980: Felicity Kendal als in Amadeus
- 1981: Sinéad Cusack als Celia in As you like it
- 1982: Barbara Leigh-Hunt als Gertrude in Hamlet
- 1983: Sylvia Coleridge als Em in Clay.
- 1984: Nicholas McAuliffe als Queen Victoria in Poppy
- 1985: Zoë Wanamaker als Kattrin in Mother Courage
- 1986: Imelda Staunton als Bessie Watley in The Corn Is Green
- 1987: Patricia Hayes als Maria Josepha in House of Bernarda Alba
- 1988: Barbara Jefford als Falathiel Trennanigan in Ting Tang Mine
- 1989: Sarah Woodward als Sophie in Artist Descending a Staircase
- 1990: Linda Kerr-Scott als Djigan in Ghetto
- 1991: Lesley Manville als Natasha in Three Sisters
- 1992: Celia Imrie als Jessica Tilehouse in The Sea
- 1993: Helen Burns als Karen Frick in The last Yankee
- 1994: Sara Kestelman als Fraulein Schneider in Cabaret
- 1995: Susan Engle als Mrs Heidelberg in The Clandestine Marriage
- 1996: Sophie Thompson als Amy in Company
- 1997: Aisling O"Sullivan als The Wild Young Woman in The Cripple of Innishmann
- 1998: Miriam Karlin als Zofia in Tongue of a Bird
- 1999: Faith Brook als Mother in Good.
- 2000: Kika Markham als Hilda Latymer in Song At Twilight
- 2001: Linda Bassett als Harper in Far Away
- 2002: Marcia Warren als Mercy Lott in Humble Boy
- 2003: Amanda Drew als Gertrude in Eastward Ho!
- 2004: Dilys Laye als Madame de Rosemond in Les Liaisons Dangereuses
- 2005: Jaye Griffiths als Emilia in Othello
- 2006: Amanda Harris als Celia in As you Like It
- 2007: Sheila Hancock als Fraulein Schneider in Cabaret
- 2008: Pam Ferris als Phoebe in The Entertainer
- 2009: Phoebe Nicholls als Frances Trebell in Waste und Helen Seville in The Vortex
- 2010: Josefina Gabrielle als Ursula in Sweet Charity
- 2011: Sheridan Smith als Doris in Flare Path
- 2012: Vinette Robinson als Ophelia in Hamlet
- 2013: Fenella Woolgar als Thea Elvsted in Hedda Gabler